# Jan Diddens
Jan Diddens (14 de setembre de 1906 - 21 de juliol de 1972) fou un futbolista belga.

## Selecció de Bèlgica
Va formar part de l'equip belga a la Copa del Món de 1930 i als Jocs Olímpics de 1928.